# Голдман, Уильям
Уильям Голдман (12 августа 1931, Чикаго — 16 ноября 2018, Нью-Йорк) — американский писатель, драматург и сценарист. Лауреат двух премий «Оскар» (за сценарии к фильмам «Бутч Кэссиди и Санденс Кид» и «Вся президентская рать»). Автор романов «Марафонец» и «Принцесса-невеста», экранизированных по его же сценариям.
Брат писателя Джеймса Голдмана.

## Биография
Голдман родился в Чикаго  в еврейской семье, рос в пригороде Чикаго Хайленд-Парк. Родителями мальчика были Марион (в девичестве Вейл) и Морис Кларенс Голдман.
Голдман умер в своей квартире на Манхэттене 16 ноября 2018 года из-за рака толстой кишки, осложнённого пневмонией в возрасте 87 лет.

## Избранные произведения

### Книги
- Марафонец (книга)
- Магия
- Принцесса-невеста (книга)

### Сценарии
- Харпер (1966)
- Бутч Кэссиди и Санденс Кид (1969)
- Краденый камень (1972)
- Стэпфордские жёны (1975)
- Вся президентская рать (1976)
- Марафонец (1976)
- Мост слишком далеко (1977)
- Магия (1978)
- Принцесса-невеста (1987)
- Гнев (1986) и его ремейк Шальная карта (2015)
- Мизери (1990)
- Год кометы (1992)
- Чаплин (1992)
- Мэверик (1994)
- Камера (1996)
- Призрак и Тьма (1996)
- Абсолютная власть (1997)
- Сердца в Атлантиде (2001)

## Награды и номинации
| Премия                              | Год  | Фильм                        | Категория                             | Результат |
| ----------------------------------- | ---- | ---------------------------- | ------------------------------------- | --------- |
| «Оскар»                             | 1970 | «Бутч Кэссиди и Санденс Кид» | Лучший оригинальный сценарий          | Победа    |
| «Оскар»                             | 1977 | «Вся президентская рать»     | Лучший адаптированный сценарий        | Победа    |
| «Золотой глобус»                    | 1970 | «Бутч Кэссиди и Санденс Кид» | Лучший сценарий                       | Номинация |
| «Золотой глобус»                    | 1977 | «Вся президентская рать»     | Лучший сценарий                       | Номинация |
| «Золотой глобус»                    | 1977 | «Марафонец»                  | Лучший сценарий                       | Номинация |
| BAFTA                               | 1971 | «Бутч Кэссиди и Санденс Кид» | Лучший сценарий                       | Победа    |
| BAFTA                               | 1977 | «Вся президентская рать»     | Лучший сценарий                       | Номинация |
| «Сатурн»                            | 1988 | «Принцесса-невеста»          | Лучший сценарий                       | Номинация |
| «Сатурн»                            | 1992 | «Мизери»                     | Лучший сценарий                       | Номинация |
| Национальный совет кинокритиков США | 1994 |                              | Награда за карьерные достижения       | Победа    |
| Премия Гильдии сценаристов США      | 1967 | «Харпер»                     | Лучшая американская драма             | Номинация |
| Премия Гильдии сценаристов США      | 1970 | «Бутч Кэссиди и Санденс Кид» | Лучшая оригинальная драма             | Победа    |
| Премия Гильдии сценаристов США      | 1977 | «Вся президентская рать»     | Лучшая адаптированная драма           | Победа    |
| Премия Гильдии сценаристов США      | 1977 | «Марафонец»                  | Лучшая адаптированная драма           | Номинация |
| Премия Гильдии сценаристов США      | 1985 |                              | Премия Лорела за жизненные достижения | Победа    |
| Премия Гильдии сценаристов США      | 1988 | «Принцесса-невеста»          | Лучший адаптированный сценарий        | Номинация |